# 495
495 (CDXCV) var ett normalår som började en söndag i den julianska kalendern.

## Händelser

### Okänt datum
- Cerdic av Wessex härjar Hampshire.
- Den nordweiske kejsaren Xiaowen låter bygga Shaolintemplet åt munken Batuo.

## Födda
- Chlothar I, frankisk kung av Soissons 511–558, av Reims 555–558 och av Frankerriket 558–561 (född omkring detta år eller 498).
- Chlodomer, frankisk kung av Orléans 511–524 (född omkring detta år).
- Amalasuntha, regerande gotisk drottning